# Werner Otto Droescher
Werner Otto Droescher (* 5. Januar 1911 in Karlsruhe; † 1978) war ein deutsch-neuseeländischer philosophischer Anarchist, Pädagoge und Sprachwissenschaftler.

## Leben und Wirken
Werner Droescher kämpfte in den Reihen der Anarcho-Syndikalisten im Spanischen Bürgerkrieg, leitete zu Beginn des Zweiten Weltkriegs Kinderheime für jüdische Waisenkinder in England und forschte und lehrte nach Ende des Kriegs als Sprachlehrer und Linguist an der neuseeländischen University of Auckland.

### Herkunft und Ausbildung
Werner Droescher war der Sohn von Friedrich Droescher und Anna Marie geb. Bentz und wuchs auf in einer konservativ geprägten Familie. Er verbrachte seine Kindheit und Jugend in Südwestdeutschland, bevor er ein Lehrerstudium an der Pädagogischen Akademie Altona begann. Viele der in der Akademie Lehrenden unterstützten reformpädagogische Ansätze und die Verfassung der Weimarer Republik. Die an der Akademie erprobten integrativen, nicht-hierarchischen Formen des Lehrens und Lernens hatten einen großen Einfluss auf die politische und akademische Entwicklung Droeschers.

### Spanien
Aus Protest gegen die politische und pädagogische Gleichschaltung durch die Nazis verließ Droescher 1933 Deutschland und ging ins spanische Tossa de Mar. In der progressiven internationalen Künstlerszene in Katalonien begegnete er seiner mehr als zwanzig Jahre älteren Lebensgefährtin Greville Texidor. Texidor gehörte zum Umkreis der englischen Bloomsbury Group und hatte u. a. Kontakte zu den Künstlern Mark Gertler und Augustus John. Ihre Zeit in Spanien reflektierte sie später in Kurzgeschichten und novellistischen Texten. Zu Beginn des Spanischen Bürgerkriegs unterstützte Droescher zunächst die POUM (Partido Obrero de Unificación Marxista) Brigaden, wenig später die anarchistische Gruppe ‘Aguiluchos de las Corts’ in Barcelona. Droescher und Texidor kämpften gegen die Spanischen Faschisten in Barcelona und Saragossa, wo sie u. a. mit der amerikanischen Feministin und Anarchistin Emma Goldman und dem italienischen Anarchisten Camillo Berneri bekannt wurden, und später auch an der Aragon Front.
Mithilfe des englischen Hilfskomitees für Spanien Help for Spain Committee und englischer Quäker organisierten Droescher und Texidor 1937 Nahrungsmittel sowie Lehr- und Lernmittel für Kinder und Jugendliche im kriegszerstörten Spanien. 1938 bauten sie in Girona ein Waisenhaus für 120 Kriegswaisen im Alter zwischen drei und fünf Jahren auf.

### Deutschland – England
Die physisch und psychisch erschöpfte Texidor kehrte vor Beginn des Zweiten Weltkriegs nach England zurück. Als Droescher ihr über Frankreich folgen wollte, wurde er wegen seines deutschen Passes nach Deutschland geschickt. In Hamburg unterrichtete er kurze Zeit an einer Berlitz-Schule, bevor er 1939 nach England ging. Zusammen mit Texidor betreute er von den Quäkern organisierte Waisenhäuser für jüdische Flüchtlingskinder in Ipswich und Margate. Viele der Kinder waren mit Kindertransporten nach Großbritannien gekommen und sprachen kein Englisch. In seiner Autobiographie beschrieb Droescher seine Hauptaufgaben als Tröster, Sprachlehrer, Fußballtrainer und Hilfskoch, wobei er das Zubereiten koscherer Mahlzeiten von den älteren Kindern lernte. Aufgrund seines deutschen Passes und seines Engagements in anarchistischen und kommunistischen Gruppen wurde Droescher jedoch staatlicherseits beobachtet und zum Ende des Sitzkrieges auch interniert.

### Neuseeland
1940 konnten Droescher und Texidor nach einer Intervention des Malers Augustus John nach Neuseeland ausreisen. Bis 1948 verbrachten Droescher und Texidor in Neuseeland, wo Droescher aufgrund seiner deutschen Herkunft bis zu Kriegsende zunächst ebenfalls unter Überwachung stand, aber an der Universität von Auckland Sprachen und Linguistik studieren und auch unterrichten konnte. Die beiden schlossen mit einer Reihe neuseeländischer Künstler wie James K. Baxter, Allan Curnow, Maurice Duggan, A R D Fairburn, Denis Glover, R.A.K. Mason, Frank Sargeson und mit deutschsprachigen Exilierten wie Karl Wolfskehl Bekannt- bzw. Freundschaften. 1946 erhielt Droescher die neuseeländische Staatsbürgerschaft. 1948 übersiedelten Droescher und Texidor gemeinsam mit ihrer Tochter Christina nach Australien. 1953 ging Droescher, seine Tätigkeit während des Bürgerkrieges verbergend, zurück nach Spanien, wo er als Sprachlehrer arbeitete. 1964 beging Texidor in Australien Suizid.
Die 1960er Jahre verbrachte Droescher hauptsächlich in Auckland, Neuseeland, wo er am German Department der Universität von Auckland als Lecturer (Dozent) und schließlich als Senior Lecturer lehrte und forschte. Zudem engagierte er sich für die Integration polynesischer Gastarbeiter und die Erwachsenenbildung (u. a. Fremdsprachenunterricht im Hochsicherheitsgefängnis Paremoremo) und das studentische Theater in Auckland. Seine akademische Forschung konzentrierte sich vor allem auf die Sozio- und Areallinguistik. Die umfangreichste Studie über die deutsche Sprache in Neuseeland, das Deutsch von im 19. Jahrhundert aus Böhmen nach Puhoi, Neuseeland Ausgewanderten, erforschte Droescher in den 1960er Jahren bei seinen Besuchen in Puhoi und erschien 1969 unter dem Titel The Egerland-German Dialect of Puhoi (North Auckland), New Zealand. Die letzten Lebensjahre bis zu seinem Tod 1978 verbrachte Droescher in der alternativen Landkommune Wilderland auf der Coromandel-Halbinsel, wo er seine Autobiographie Odyssee eines Lehrers verfasste, die 1976 erschien und in welcher er auch Grundzüge seiner anarchistischen Philosophie und Pädagogik entwickelt.
1995 richtete die Universität von Auckland ihm zu Ehren den 'Werner Droescher Prize in German Linguistics' ein.

## Werke
- An outline structural description of German. University of Auckland, Auckland 1971 (englisch, Online [abgerufen am 8. August 2020]).
- Puhoi : the Egerland-German dialect of Puhoi (North Auckland) New Zealand. Eigenverlag, Auckland 1975 (englisch, Online [abgerufen am 8. August 2020]).
- Odyssee eines Lehrers. F. Hirthammer, München 1976, ISBN 978-3-921288-40-5 (Online [abgerufen am 8. August 2020] Autobiographie).
- Towards an alternative society. Auckland 1978 (englisch, Online [abgerufen am 8. August 2020] Manuscript (unveröffentlicht)).